# 江南三部曲
《江南三部曲》是作家格非的长篇小说，包括《人面桃花》《山河入梦》《春尽江南》，曾荣获2015年第9届茅盾文学奖。

## 主要人物
- 秀米，新娘。
- 谭功达，梅县县长
- 姚佩佩，谭功达的心上人。
- 谭端午，诗人。

## 评价
茅盾文学奖颁奖辞：“这是一部具有中国风格的小说，格非以高度的文化自觉，探索明清小说传统的修复和转化，细腻的叙事、典雅的语言、循环如春秋的内在结构，为现代中国经验的表现开拓了更加广阔的文化空间与新的语言和艺术维度。”